# 1987 en Norvège
Chronologie de la Norvège
- 1983
- 1984
- 1985
- 1986
- 1987
- 1988
- 1989
- 1990
- 1991

Cet article présente les faits marquants de l'année 1987 en Norvège ou relatifs à la Norvège.

## Gouvernance
- Olav V est roi de Norvège.
- Gro Harlem Brundtland est le chef du gouvernement.

## Événements
- La lettre Mustafa (en norvégien : Mustafa-brevet) était une lettre controversée que le président du Parti du progrès, Carl I. Hagen, a utilisée lors de la campagne électorale de 1987 en Norvège. La lettre était signée par Mohammad Mustafa, un immigrant musulman en Norvège, mais les médias ont rapidement établi que la lettre était faussement attribuée au signataire indiqué.
- 14 mai : la visite du ministre américain de la Défense Caspar Weinberger en Norvège entraîne des manifestations d'hostilité à Oslo[1].

## Sport
- Les Deaflympics d'hiver de 1987, officiellement appelés les 11e Deaflympics d'hiver, ont lieu du 7 février au 14 février 1987 à Oslo, en Norvège. Les Jeux rassemblent 129 athlètes de 15 pays. Ils participent dans deux sports et trois disciplines qui regroupent un total de dix-huit épreuves officielles, soit une épreuve de plus qu'en 1983. Le nouveau participant est la Nouvelle-Zélande. L'équipe de Norvège a remporté le Deaflympics d'hiver de 1987.
- Les Championnats du monde juniors de ski alpin 1987 sont la sixième édition des Championnats du monde juniors de ski alpin. Ils se déroulent du 20 au 26 mars 1987 à Sälen en Suède et à  Hemsedal en Norvège.
- Les Championnats du monde de lutte 1987 se sont tenus du 19 au 29 août 1987 à Clermont-Ferrand pour les hommes et du 24 au 25 octobre 1987 à Lørenskog pour les femmes.
- 2e édition du Championnat d'Europe de football féminin organisé par l'UEFA. Elle se tient trois ans après la première édition. La phase finale réunit quatre équipes et se déroule du 11 au 14 juin 1987 en Norvège. La Norvège remporte le trophée pour la première fois en s'imposant 2-1 en finale contre la Suède.
- La saison 1987 du Championnat de Norvège de football était la 25e édition de la première division norvégienne à poule unique, la Tippeligaen. Les 12 clubs jouent les uns contre les autres lors de rencontres disputées en matchs aller et retour.
- 16 juin : l'Équipe de Norvège de football bat l'Équipe de France 2 à 0 au Ullevaal Stadion d'Oslo dans le cadre des qualifications pour le championnat d'Europe 1988[2].
- 14 octobre : l'Équipe de Norvège de football et l'Équipe de France font match nul 1 à 1 au Parc des Princes de Paris dans le cadre des qualifications pour le championnat d'Europe 1988[3].

## Culture
- Hip hip hurra! (ou Hip Hip Hurrah! pour le titre international) est un film suédo-dano-norvégien réalisé par Kjell Grede et sorti au cinéma en 1987. Le film a reçu le Grand prix du jury lors de la Mostra de Venise 1987.
- Mio au royaume de nulle part (Mio min Mio) est film de conte de fées suédo-norvégo-soviétique réalisée par Vladimir Grammatikov et sorti en 1987.
- Le Passeur (Ofelas) est un film norvégien réalisé par Nils Gaup, sorti en 1987. Le film fut nommé à l'Oscar du meilleur film en langue étrangère.
- Le Voyage (The Journey, Rësan) est un film de Peter Watkins sorti en 1987.

## Naissances
- Naissance en Norvège en 1987

## Décès
- Décès en Norvège en 1987